# 高日新
高日新，元朝初年福建反元起事首领，邵武人。
元世祖至元十八年（1281年）正月廿六，高日新據龍樓寨反元起事，与高從周、政和人黃華互相呼应，被擒。不久，再次起事，元朝朝廷派将领高兴将他击败。十月，高日新降元，高兴以招討使行右副都元帥。十一月初七，高日新及其弟高鼎新等至大都，以高日新兩次為叛首，授为山北路民職。